# ناوگروه شرق آسیای آلمان

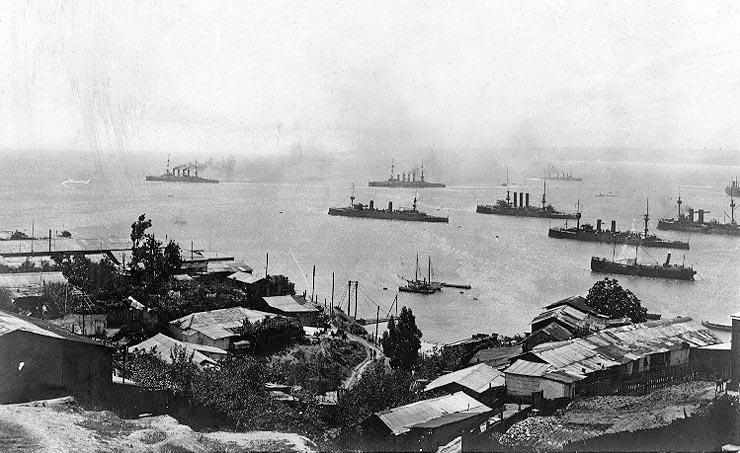
ناوگروه شرق آسیای آلمان

ناوگروه شرق آسیای آلمان (آلمانی: Kreuzergeschwader یا Ostasiengeschwader) یک ناوگروه از نیروی دریایی امپراطوری آلمان بود که از اواسط دهۀ ۱۸۹۰ تا ۱۹۱۴ به‌طور عمده در اقیانوس آرام فعالیت می کرد. این ناوگروه، تنها ناوگروه مستقل فرامرزی آلمان بود. 